# 格利澤185
格利澤185是位於天兔座的一個聯星系統，他與太陽系的距離大約是27.2光年。這顆恆星大約在35,000年後會最靠近太陽，屆時的距離大約是14.8光年 (4.5秒差距)。